# Филлипс, Огастин
Огастин Филлипс (ум. май 1605 года) — актёр английского ренессансного театра, игравший в труппах Эдуарда Аллена и Шекспира. Один из первых, кто достиг богатства и общественного признания с помощью актёрского ремесла.

## Биография
Впервые Филлипс упоминается как исполнитель роли Сарданапала в 1590—1592 годах в пьесе «Семь смертных грехов», написанной, вероятно, Ричардом Тарлтоном. При этом отмечается, что актёр должен был исполнять только эту роль. Вместе с другими участниками труппы лорда Стрэнджа получил награду в 1592 году. После смерти покровителя этого актёрского объединения, Фердинандо Стэнли, Филлипс вступил в труппу лорда-камергера, возможно, он был также одним из её акционеров. Он остался в этой компании, ставшей позднее труппой короля, до своей смерти. Его имя числится в списках актёров, игравших в пьесах Бена Джонсона «Всяк в своём нраве» (1598), «Всяк вне своего нрава» (1599) и «Падение Сеяна» (1603). Возможно, Филлипс был автором представления под названием «Филлипс и Его Башмаки» (1595).
В 1598—1599 годах был одним из шести акционеров театра «Глобус». Его доля в предприятии составляла одну восьмую часть. Один из самых богатых актёров елизаветинской эпохи. Много лет проживал в лондонском районе Саутуорк, к моменту своей смерти владел домом в Мортинейке (графство Суррей).
В 1601 году как представитель театра был вызван для дачи показаний в Тайном совете. Речь шла о спектакле «Слуг лорда-камергера» по шекспировской пьесе Ричард II, заказанном сторонниками графа Эссекса накануне попытки государственного переворота 8 февраля 1601 года. По мнению властей, это представление стало одним из катализаторов беспорядков. Он показал, что актёры играли пьесу лишь из материальных соображений, так как им было предложено на 40 шиллингов больше, чем стоило обычное представление. Судя по тому, что труппа театра «Глобус» не была наказана, объяснения Филлипса удовлетворили Тайный совет. А на следующий день после казни Эссекса, 24 февраля 1601 года, актёры труппы даже играли спектакль в Уайтхолле для королевы Елизаветы. Историки театра отмечают, что в качестве представителя компании был призван Филлипс, хотя следовало ожидать, что в Тайный совет направится Бёрбедж (ему принадлежала большая часть театра) или Шекспир (автор пьесы). Возможно, сам Филлипс вёл переговоры со сторонниками Эссекса, поэтому ему пришлось и давать показания.